# Château d'Obama (Fukushima)
Pour les articles homonymes, voir Château d'Obama.
Le château d'Obama (小浜城, Obama-jō) est un château en hauteur dans l'ancienne Iwashiro (à présent Nihonmatsu), préfecture de Fukushima au Japon. Les ruines de la tour intérieure font à présent partie d'un parc historique.

## Histoire
Durant l'époque de Muromachi, la famille Ishibashi règne sur le territoire de la région de Shiomatsu où est situé le château. Il est possible que le château appartienne à un des membres du clan Ishibashi. En 1568, Ōuchi Yoshitsuna défait son maître Ishibashi Naoyoshi et s'empare de la région de Shiomatsu. En 1584, quand Date Masamune prend le contrôle du clan Date, Ōuchi Sadatsuna, le chef du clan, lui prête allégeance mais l'année suivante il s'en détache et se lie au clan Ashina. Masamune attaque Shiomatsu et s'empare d'un des châteaux satellites du château d'Obama, le château d'Otemori. Ōuchi Sadatsuna s'enfuit vers les Ashina et Masamune entre dans le château sans coup férir.
Plus tard, Date Masamune se sert du château comme base pour attaquer le clan Hatakeyama et y reste jusqu'en août 1586. Peu après, Sadatsuna se rend à Masamune et devient membre de son clan. En 1591, Gamō Ujisato prend le contrôle de Shiomatsu, et Gamō Chūzaemon, membre de son clan, devient propriétaire du château. Le mur de pierre que l'on voit à présent sur les ruines du château principal est élevé à cette époque. Au temps de Uesugi, Yamaura Kagekuni devient propriétaire du château puis Tamai Sadau au temps de Gamō. Le château est abandonné en 1627.

## Château de Miyamori
À deux kilomètres au sud du château d'Obama se trouvent les ruines du château de Miyamori. Il est possible que les deux châteaux devaient se protéger mutuellement du point de vue géographique. Date Terumune, le père de Masamune, entre dans le château de Miyamori peu après que Masamune soit entré dans le château d'Obama. C'est dans ce dernier château qu'est enlevé Terumune par Hatakeyama Yoshitsugu. De nos jours, un sanctuaire shinto occupe l'emplacement des ruines.